# Sokourani
Sokourani är en ort i Burkina Faso.   Den ligger i provinsen Province du Houet och regionen Hauts-Bassins, i den västra delen av landet, 300 km väster om huvudstaden Ouagadougou. Sokourani ligger 315 meter över havet och antalet invånare är 246.
Terrängen runt Sokourani är platt. Runt Sokourani är det ganska glesbefolkat, med 34 invånare per kvadratkilometer.. Det finns inga andra samhällen i närheten.
Omgivningarna runt Sokourani är en mosaik av jordbruksmark och naturlig växtlighet.